# 名探偵コナン 天空の難破船
「名探偵コナン 天空の難破船」（めいたんていコナン てんくうのロスト・シップ）は、2010年4月17日に公開された日本のアニメ映画で、劇場版『名探偵コナン』シリーズの14作目にあたる。配給は東宝。映像・音声はカラー、ワイド、ドルビーデジタル。上映時間は102分。興行収入は32億円。第34回日本アカデミー賞優秀アニメーション作品賞受賞作品。キャッチコピーは「捕まった……!?」「怪盗VS名探偵－華麗なる冒険の空」。

## 概要
怪盗キッドが登場する映画は、第3作『世紀末の魔術師』、第8作『銀翼の奇術師』、第10作『探偵たちの鎮魂歌』と合わせて本作が4作目となる。また、公開間近の2010年4月3日からは3週にわたり怪盗キッドが登場するエピソードであるテレビアニメ394話 - 396話「奇抜な屋敷の大冒険」が本放送枠で再放送された。さらに、キッドがキッドとしてエピローグに登場した最初の作品でもある。
本作は世界最大級の飛行船「ベル・ツリーI世号」を舞台に、主人公・江戸川コナンとライバル・怪盗キッドの共闘、テロリストグループとの戦いを描いている。
TVシリーズのキャラクターからは、鈴木次郎吉が初登場。なお、2014年1月27日に永井一郎が死去したため、永井が演じる次郎吉は本作が最初で最後となった。服部平蔵と遠山銀司郎は、第10作『探偵たちの鎮魂歌』以来2度目の登場を果たしており、遠山刑事部長の下の名前は本作で明らかになっている。また、小田切敏郎が第4作『瞳の中の暗殺者』以来10年ぶり2度目の登場を果たしているほか、中森銀三が『探偵たちの鎮魂歌』以来4年ぶりに登場した。
オープニングの作品解説では、鈴木次郎吉や本編に登場するテロ組織「赤いシャムネコ」が紹介され、灰原哀や怪盗キッドは紹介されなかった。また、毎年製作されている劇場ロゴにコナンのシルエットはなく、オープニング映像にもロゴが登場しなかった。劇場版シリーズでは初めて回想シーンも含めて死者が出ていない作品でもある。
服部平次と遠山和葉が初めて映画シリーズに2年連続で登場している。平次と和葉は、本作と同日に発売されたOVA『大阪お好み焼きオデッセイ』にも出演している。また、本作でコナンと平次が話題にした「お好み焼き屋さん」とは、前作『漆黒の追跡者』でコナンと平次が行くことを約束した場所である。
本作以降の毛利小五郎役は降板した神谷明に代わり、小山力也が演じている。本作以降の舞台挨拶にも神谷に代わり小山が出演している。
ゲスト声優は、平次にヒントを与える少年・川口聡役の大橋のぞみと、赤いシャムネコのメンバー役の優木まおみの2名。大橋は役名付きの重要なキャラクターで出演したが、優木の役は名前がなく出番も少なかった。その後、優木は『名探偵コナン vs Wooo』第2話に本人役のレポーターとして再び出演している。
小説版は、小学館のジュニア文庫から2013年2月8日に発売。
セブン-イレブンとのキャンペーン・タイアップでは、実写背景に着ぐるみのコナンが出演するテレビCMが制作・放送された。
2016年に開催された歴代映画19作品の人気投票で、今作は9位を獲得した。
エピローグ後の次回作予告では、作品のロゴが浮かび上がった後、コナン役の高山みなみの声で「第15弾製作決定!!」とアナウンスされた。後に次回作は雪国を舞台にした『沈黙の15分』であることが発表された。

## ストーリー
東京都西多摩市の国立東京微生物研究所が、7人組の武装グループに襲撃される事件が発生する。武装グループは研究所に厳重保管されていた殺人バクテリアを強奪すると、研究所を爆破して逃走した。警視庁ではこの事件を受けて記者会見が行われるが、会見の最中に『赤いシャムネコ』を名乗るテロ組織から「殺人バクテリアを手に入れた。7日以内に次の行動を起こす」との事件の犯行声明が出され、メディアは騒然となる。
時を同じくして、鈴木次郎吉がまたもや怪盗キッドに挑戦状を叩き付けた。鈴木財閥が建造した世界最大級の飛行船「ベル・ツリーI世号」に収められたビッグジュエル「天空の貴婦人（レディー・スカイ）」が今回の目玉で、キッドも予告状でそれに応えた。
飛行船は、次郎吉の招待を受けたコナン、蘭、小五郎、少年探偵団、さらに中森警部や独占取材陣たちを乗せて離陸した。すると突然、赤いシャムネコから「殺人バクテリアを船内にばら撒いた」との脅迫電話が次郎吉にかかってくる。この日は赤いシャムネコの犯行予告から7日目だったのだ。船内ではバクテリアの影響か、乗客と乗務員の二人が発疹を発症。さらに「赤いシャムネコ」を名乗るテロリスト達によって飛行船がハイジャックされ、船内に爆弾を仕掛けられてしまう。コナンは少年探偵団と協力して各所に仕掛けられた爆弾を解除していくが一網打尽にされ、見せしめとして飛行船から投げ捨てられてしまう。
投げ出されたコナンは船内に潜入していたキッドによって助けられ、愛知県西尾市佐久島に着陸する。コナンは飛行船へ戻るため、キッドに新一の変装をしてもらい、高木と佐藤と共に警視庁のヘリコプターに乗り、無事飛行船への復帰を果たす。
その頃、地上の奈良市では、テロリストの工作によって飛行船が墜落していると錯覚した市民達が、奈良から我先に逃げ出す騒ぎが起きていた。平次から情報を得たコナンは、テロリスト達は本物の赤いシャムネコとは無関係の単なる傭兵集団であり、真の狙いは無人となった奈良の興福寺などの寺社仏閣から国宝の仏像を盗み出し、海外に売り捌く事だと気付く。コナンはキッドと共に赤いシャムネコのメンバーを全員倒し、平次達も奈良県警との協力で仏像を盗み出そうとしたテロリストの仲間を逮捕した。
一方船内では、蘭にも炎症が発生してしまった。だが、コナンは殺人バクテリアは研究所から持ち出されておらず、強奪したように見せかけて爆破されたこと、バクテリアの正体が漆であり炎症が漆にかぶれた症状であることを暴き、テロリストに指示を出していた黒幕は取材のため乗船していた藤岡だと見抜く。正体をコナンに気づかれた藤岡は、制圧された傭兵集団を見捨て、飛行船を爆破して全員を口封じするとともにコナンを始末しようとするが、コナンは機転を利かせて「どこでもボール射出ベルト」で出した巨大なボールを明石海峡大橋に引っ掛けることで飛行船を急激に傾斜させ、藤岡は海に転落して逮捕される。さらに機内でも、潜んでいた2人のテロリストが先の急傾斜に対応できずに鎮圧され、テロリストは完全に壊滅した。
こうして事件は収束し、デッキではキッドが新一を装って蘭にキスをしようとする。しかし目前で蘭に正体を見破られキッドは逃亡。コナンはキッドに何をされたか蘭に尋ねるもはぐらかされ、困惑する所で物語は幕を閉じる。

## 登場人物

### レギュラーキャラクター
江戸川 コナン（えどがわ コナン）
声 - 高山みなみ
本作の主人公。本来の姿は「東の高校生探偵」として名を馳せている工藤新一だが、黒ずくめの組織に飲まされた毒薬・APTX4869の副作用で小学生の姿になっている。
キッドと共に赤いシャムネコの殲滅作戦に臨む。新一として子供の頃に蘭が飛行船をUFOと勘違いして騒いでいた想い出を語る。
毛利 蘭（もうり らん）
声 - 山崎和佳奈
本作のヒロイン。新一の幼馴染かつガールフレンドで、関東大会で優勝するほどの空手の達人。
キッドの策略で彼の正体が新一だと信じ込み混乱する。その後、細菌の第4の感染者となる。
毛利 小五郎（もうり こごろう）
声 - 小山力也
「眠りの小五郎」の異名で有名な私立探偵。蘭の父親でコナンの保護者。元警視庁捜査一課強行犯係の刑事。
高所恐怖症であるため、飛行船ベルツリー1世号では完全に怯えていた。
工藤 新一（くどう しんいち）
声 - 山口勝平 / 高山みなみ（幼少時代）
コナンの本来の姿で高校生探偵。
回想シーンや目暮警部との電話での会話以外は、キッドの変装である。
怪盗キッド（かいとうキッド）
声 - 山口勝平
本作のキーパーソン。神出鬼没な大怪盗。正体・本名は黒羽快斗。コナンのライバルで、その正体を新一と知る数少ない人物の一人。
鈴木次郎吉からの挑戦状を受け、ビッグジュエル「レディー・スカイ」を盗むべく変装で「ベル・ツリーI世号」に乗船するが、赤いシャムネコによるハイジャックに巻き込まれ、コナンと共同戦線を張ることになる。
灰原 哀（はいばら あい）
声 - 林原めぐみ
元黒の組織の一員かつAPTX4869の開発者で、コナンの正体を新一と知る数少ない人物の一人。
阿笠 博士（あがさ ひろし）
声 - 緒方賢一
コナンの正体を新一と知る数少ない人物の一人で、発明家。
服部 平次（はっとり へいじ）
声 - 堀川りょう
「西の高校生探偵」として有名で、新一とは「東の工藤・西の服部」と並び称されるライバルにして親友。コナンの正体を新一と知る主な人物の一人。
飛行船から放り出されたコナンから連絡を受け、協力するため動き出す。
鈴木 園子（すずき そのこ）
声 - 松井菜桜子
蘭の同級生で親友。鈴木財閥の令嬢で、蘭や新一とは幼馴染でもある。
終盤、正体を現した石本に人質にされた。
目暮 十三（めぐれ じゅうぞう）
声 - 茶風林
警視庁刑事部捜査一課強行犯捜査三係の警部。
吉田 歩美（よしだ あゆみ）、小嶋 元太（こじま げんた）、円谷 光彦（つぶらや みつひこ）
声 - 岩居由希子（歩美）、高木渉（元太）、大谷育江（光彦）
少年探偵団の3人。
テロ発生時には爆弾解除へ動くが、テロリストに捕まってしまう。
元太は当初、殺人バクテリアに感染しているかもしれないと、コナンから懸念されていた。
遠山 和葉（とおやま かずは）
声 - 宮村優子
平次の幼馴染かつガールフレンド。平次に好意を持っており、蘭とも仲が良い。合気道部に所属する有段者。
本作では、親戚の川口聡が登場する。
鈴木 次郎吉（すずき じろきち）
声 - 永井一郎
鈴木財閥相談役。
キッドに挑戦状を叩きつけ、鈴木財閥が建造した飛行船「ベル・ツリーI世号」にコナン達を招待する。
中森 銀三（なかもり ぎんぞう）
声- 石塚運昇
警視庁捜査二課知能犯捜査係の警部。
キッド逮捕のため、部下を連れてベル・ツリーI世号に乗船する。
服部 平蔵（はっとり へいぞう）
声 - 小山武宏
平次の父親で大阪府警察本部長。平次を上回る推理力の持ち主。
遠山 銀司郎（とおやま ぎんしろう）
声 - 小川真司
和葉の父親で大阪府警察刑事部長。平蔵とは幼なじみかつ親友で、右腕として信頼を寄せられている。本作で初めて下の名前が明かされた。
佐藤 美和子（さとう みわこ）
声 - 湯屋敦子
警視庁捜査一課の刑事で警部補。
警視庁のヘリコプターで高木と共にハイジャックされた飛行船を追い、途中でコナンとキッドを同乗させる。なお、この時キッドは新一に変装していたため「キッド = 新一」だと、誤解してしまった。
高木 渉（たかぎ わたる）
声- 高木渉
警視庁捜査一課の刑事で巡査部長。
佐藤と共に警視庁のヘリコプターで飛行船を追う。
白鳥 任三郎（しらとり にんざぶろう）
声 - 井上和彦
警視庁捜査一課のキャリア組警部。
千葉和伸（ちば かずのぶ）
声 - 千葉一伸
警視庁捜査一課の刑事で巡査部長。
小田切 敏郎（おだぎり としろう）
声 - 中田浩二
警視庁刑事部長（警視長）。第4作『瞳の中の暗殺者』以来2度目の登場。
記者会見で国立東京微生物研究所の爆破事件が起きた旨を発表する。

### オリジナルキャラクター

#### 赤いシャムネコ
かつて財閥を標的に活動していたテロ組織。10年前に幹部が全員逮捕されて壊滅したが、再び活動を開始。その目的は、組織壊滅に協力した鈴木財閥の相談役・鈴木次郎吉への復讐とされている。
国立微生物研究所から細菌を盗んだ後、飛行船「ベル・ツリーI世号」をハイジャックし、船内に爆弾を仕掛けて大阪に向かうよう要求した。また、ビッグ・ジュエル「天空の貴婦人（レディー・スカイ）」も狙っている。
メンバーが使用している銃は「H&K USPコンパクト」「H&K MP5A5」。
リーダー
声 - 大友龍三郎
「赤いシャムネコ」のリーダー。
髭を蓄えた強面の男で、コナンを他の人質達への見せしめとして「ベル・ツリーI世号」から投げ捨てる残忍非道な性格。
メンバー
声 - 天田益男、阪口周平、松本大、三宅健太、優木まおみ
「ベル・ツリーI世号」をハイジャックした6人のテロリスト。メンバーは「CAT-A、B、C、D、E、F」とコードネームで呼ばれている。
この内、優木まおみが演じた女性メンバーはウェイトレスとして人質を装っていたが、コナンと密かに連絡を取る灰原を発見した途端、正体を現し頬を平手打ちした。

#### 容疑者
藤岡 隆道（ふじおか たかみち）
声 - 野田圭一
ルポライター。
鈴木次郎吉VS怪盗キッドの取材をする。
世界中を周っており、病原菌が多い地域にも渡航経験がある。細菌の第1の感染者。
水川 正輝（みずかわ まさき）
声 - 真地勇志
日売テレビディレクター。
鈴木次郎吉VS怪盗キッドの中継指揮を執る。細菌の第3の感染者で「赤いシャムネコ」のリーダーに喫煙室へ放り込まれる。
西谷 かすみ（にしたに かすみ）
声 - 石毛佐和
番組制作会社のレポーター。
石本 順平（いしもと じゅんぺい）
声 - 池田知聡
番組制作会社のカメラマン。
「赤いシャムネコ」のリーダーに取材用のカメラを破壊された。
浅野 光洋（あさの みつひろ）
声 - 大川透
「ベル・ツリーI世号」の客室乗務員。

#### ベル・ツリーI世号
ウェイター
声 - 谷山紀章
「ベル・ツリーI世号」の男性乗務員。
展望ラウンジに設置した「天空の貴婦人（レディー・スカイ）」を見学中、蘭に怪しまれる。正体は怪盗キッドの変装。
ウェイトレス
声 - 伊藤静
「ベル・ツリーI世号」の女性乗務員。
細菌の第2の感染者。喫煙室に仕掛けられた細菌に感染した。
作業員
声 - 石井真
「ベル・ツリーI世号」の男性作業員。
正体は怪盗キッドの変装で、搭乗前の蘭から絆創膏を受け取ったことがきっかけで蘭に怪しまれる。

#### 協力者
川口 聡（かわぐち さとし）
声 - 大橋のぞみ
本作のキーパーソン。遠山和葉の親戚。最近になって横浜から奈良に引っ越してきた少年で、推理が得意なことから服部平次のサポート役を務める。
とてもマセており、平次をおじさん呼ばわりした後、隣にいた和葉にプロポーズしている。和葉からコナンのことを聞かされ、今度会わせてもらう約束をした。

#### 豪福寺
住職
声 - 井原啓介
豪福寺の住職。
ニセ警官
声 - 大西健晴
警官に変装した「赤いシャムネコ」のメンバー。
リーダーの指示通りに無人の寺から仏像を運び出していたが、待機していた平次一行と奈良県警に逮捕された。

#### 警察関係者
宇野 忠義（うの ただよし）
声 - 大矢兼臣
警視庁刑事部参事官。
国立東京微生物研究所襲撃事件の記者会見を小田切刑事部長と執り行った。刑事部長室で小田切刑事部長と共に事件の経過を見守る。
鹿角 剛士（しかつの つよし）
声 - 広瀬正志
奈良の大仏に似ている奈良県警捜査三課警部。キャラクター原案は原作者の青山剛昌が担当した。
携帯ゲーム『名探偵コナン 奈良旅情ミステリー』にも登場。
操縦士
声 - 上野亮
コナン達を搭乗させたヘリコプターの操縦士。

#### その他
アナウンサー
声 - 大本眞基子
太田千秋に細菌感染についてのインタビューをした女性アナウンサー。
太田 千秋（おおた ちあき）
声 - 本多知恵子
女性細菌学者。眼鏡を着用している。
研究員
声 - 小田敏充
国立東京微生物研究所の研究員。
テロ組織「赤いシャムネコ」に脅され、細菌保管庫の扉を開けてしまった。

## スタッフ
- 原作 - 青山剛昌
- 監督・絵コンテ - 山本泰一郎
- 脚本 - 古内一成
- 絵コンテ協力 - 亀垣一、矢野雄一郎、大宙征基
- 演出 - 山本泰一郎、そえだかずひろ、久城りおん、小山田桂子
- キャラクターデザイン・総作画監督 - 須藤昌朋
- デザインワークス - 山中純子
- メカデザイン - 本橋秀之
- 作画監督 - 牟田清司、清水義治、堀内博之、野武洋行、山中純子
- 特殊効果 - 林好美
- 美術監督 - 渋谷幸弘
- 美術補佐 - 福島孝喜
- 色彩設計 - 加藤里恵
- 撮影監督 - 野村隆
- メインタイトルCGアニメーション - 西山仁
- 3D CGI ディレクター - 後藤優一
- デジタル光学録音 - 西尾昇
- 編集 - 岡田輝満
- 音響監督 - 浦上靖夫
- 音響監督助手 - 浦上慶子
- 音響効果 - 横山正和、横山亜紀
- 音楽 - 大野克夫
- ミキサー - 山本寿
- アシスタントミキサー - 内山敬章
- ストーリーエディター - 飯岡順一
- アシスタントプロデューサー - 北田修一
- アソシエイトプロデューサー - 浅井認
- アニメーションプロデューサー - 石山桂一
- プロデューサー - 諏訪道彦、吉岡昌仁
- アニメーション制作 - 東京ムービー
- 製作 - 「名探偵コナン」製作委員会（小学館、讀賣テレビ放送、日本テレビ放送網、小学館集英社プロダクション、東宝、トムス・エンタテインメント）
- 取材協力 - 大阪府湾岸局、財団法人 大阪府都市整備推進センター 阪南事業所、兵庫県立都市公園（舞子公園）、南海電気鉄道株式会社、湘南ロケーションサービス、大阪水上バス株式会社、南陽通商店街振興組合、奈良県奈良公園管理事務所、興福寺、明日香村教育委員会
- 配給 - 東宝

## 興行成績
全国352スクリーンで公開され、2010年4月17日と翌18日の初日2日間で達成した成績は観客動員数初日2日間の動員47万1,527人、興収5億6,198万5,100円となった。これは最終興行収入35億円の前作『漆黒の追跡者』との初動興行収入の対比で94.7%に及んだほか、興行通信社の調査による映画観客動員ランキングでは初登場第2位となった。

## テレビ放送
| 回数 | 番組名（放送枠名） | 放送形態 | 放送日        | 放送時間（JST） | 放送分数 | 平均世帯視聴率 | 備考 |
| ---- | ------------------ | -------- | ------------- | --------------- | -------- | -------------- | --- |
| 1    | 金曜ロードSHOW!    |          | 2011年4月15日 | 21:00-22:54     | 114分    | 14.8%          | なお、この日は19:00〜20:54まで名探偵コナンドラマスペシャルを放送。 |
| 2    | 金曜ロードSHOW!    |          | 2012年8月17日 | 21:00-22:54     | 114分    | 12.0%          | [ 17 ] |
| 3    | 金曜ロードSHOW!    |          | 2019年9月6日  | 21:25-23:19     | 114分    | 8.6%           | 劇場版第23作「紺青の拳」が同年8月23日からの4Dアトラクション出国上映を記念した放送。 テレビアニメ版制作局の読売テレビが新社屋に移転してから初の放送。 副音声ではレギュラー声優陣（高山・山崎・小山・山口）による応援生トークが行われた。 |

- 2019年4月19日にも劇場版第23作『紺青の拳』の劇場公開記念として放送される予定だった[19]が、同年4月11日のモンキー・パンチの逝去を受けて『ルパン三世 ルパンVS複製人間』に差し替えられた[20][21]。

## 音楽

### 主題歌
GARNET CROW「Over Drive」
作詞 - AZUKI七 / 作曲 - 中村由利 / 編曲 - 古井弘人
アニメシリーズでは既に9曲起用されていたが、映画の主題歌として起用されるのは本作が初となった。なお2013年にグループは解散しているため、唯一の担当作でもある。
アルバム『parallel universe』通常版にボーナストラックとして「theater version」が収録された。

### サウンドトラック

#### 収録曲
1. ミスト
2. ビギニング
3. ニキアス
4. シャムネコ
5. ブルーインファレンス
6. 名探偵コナン メイン・テーマ (天空組曲ヴァージョン)
7. ロンリースカイ
8. チムニー
9. クラウディ
10. ロンリースカイ 2
11. ロンリースカイ 3
12. レディースカイ
13. アラーマ
14. ライトパッション
15. フローマント
16. サスキーロ
17. ラングレー
18. ティータイム
19. ソレカーラ
20. シャムネコ 2
21. ヴァイラス レベル
22. サスブロンズ
23. ショッキング
24. シップオンザボード
25. シャムネコ 3
26. ディテクティブボーイズ
27. ディテクティブボーイズ 2
28. ディテクティブボーイズ 3
29. ヴァイラス レベル 2
30. ラプター
31. サスコラージュ
32. ソンナギャン
33. サスシルバー
34. ディテクティブボーイズ 4
35. タイマント
36. フローマント 2
37. シュヤーク
38. ウエストパニック
39. ブルーインファレンス 2
40. ランドナール
41. ダウンネイル
42. サスゴールド
43. スクラッチ
44. 名探偵コナン メイン・テーマ (リズムヴァージョン)
45. 名探偵コナン メイン・テーマ (コナンが危ない)
46. フロムバック
47. ドンイアーツ
48. ワンペーン
49. サスベージュ
50. ロンリースカイ 4
51. ジェントルサックス
52. テロリスト
53. シャディマン
54. アクション
55. ドナール
56. ヒアノゾミ
57. シュヤーク 2
58. クライシス
59. ロンリースカイフィニッシュ
60. コミックマント
61. シーシーキュー
62. ランパープル
63. ランパープル Q
64. フローマント 3
65. アイリス
66. 名探偵コナン メイン・テーマ (天空ヴァージョン) (ボーナストラック)

## 映像ソフト
- DVD - 2010年11月17日発売（初回生産限定盤・同日発売）[22]
- BD - 2010年11月17日発売（初回生産限定盤・同日発売）[23]

## 大阪お好み焼きオデッセイ
『名探偵コナン MAGIC FILE4 大阪お好み焼きオデッセイ』は、2010年のOVA作品で『天空の難破船』の後日談。OVA第12作。作中で登場する京阪の寝屋川市駅や淀屋橋駅、梅田駅などが忠実に描かれている。

### 登場人物（OVA）
- 江戸川コナン - 高山みなみ
- 服部平次 - 堀川りょう
- 遠山和葉 - 宮村優子
- 毛利蘭 - 山崎和佳奈
- 大滝悟郎 - 若本規夫
- 灰原哀 - 林原めぐみ
- 鈴木園子 - 松井菜桜子
- 小嶋元太 - 高木渉
- 吉田歩美 - 岩居由希子
- 円谷光彦 - 大谷育江
- 小西香鈴 - 雪野五月
- 小西光 - 原田正夫
- 小西薫 - 竹達彩奈
- 香鈴の母 - 池田道枝
- 近所のオバはん - 安達まり
- 警備員 - 石丸純
- 男子高生 - 志賀克也、北村允志、木下尚紀
- 女子高生 - 瀧本富士子、牧島有希、前田沙耶香、前田このみ

### エンディングテーマ
- 「Hello Mr. my yesterday」 - Hundred Percent Free